# 藤浪剛一
藤浪 剛一（ふじなみ ごういち、1880年6月7日 - 1942年11月29日）は、日本の医学者、放射線科医。

## 経歴
1880年、愛知県名古屋市生まれ。獨逸学協会学校（現・獨協中学校・高等学校）卒、岡山医学専門学校卒業後、同校の病理学教室に入る。1908年よりウィーン大学に留学し、レントゲン学を学ぶ。1912年に帰国して順天堂医院レントゲン科長となり、1920年からは慶應義塾大学の教授を務めた。
レントゲン学の第一人者で温泉学・医学史の分野においても数多くの業績を残している。
慶應義塾大学医学部放射線科学教室初代教授である。

## 掃苔家として
剛一は、偉人や著名人の墓を訪ね歩く掃苔活動を趣味とし、同好団体の東京名墓顕彰会を設立したほどであった。妻の和子も同会の機関誌『掃苔』の編集を手伝ううちに影響されて掃苔に没頭していき、家事の合間を縫って東京の諸寺院を巡り、各故人の墓を調査するようになり、1940年（昭和15年）にはその成果をまとめた『東京掃苔録』を出版するに至った。同書は593寺・2477名を収録しており、以後も再版が繰り返されている名著である。
剛一と和子の墓所は、日泰寺（愛知県名古屋市千種区）と多磨霊園（東京都府中市）にある。

## 家族・親族
- 妻：物集和子は青鞜社発起人の一人でもある小説家。
- 兄：藤浪鑑も病理学者。
- 父：藤浪万得は医師。

## 主な著作
- 藤浪剛一・福光廉平共述『内臓レントゲン診断学』南山堂, 1916年.
- 藤浪剛一・原邦郎著『レントゲン深部放射の一般概念』 吐鳳堂書店, 1928年.
- 藤浪剛一ほか『れんとげん学』 改訂第5版, 南山堂, 1928年.